# II Copa Visión Banco
La II Copa Visión Banco fue una competencia amistosa internacional de fútbol previa a la Copa Mundial de Fútbol de 2010 entre las Selección de Paraguay y Selección de Sudáfrica

## Características
Organizado la institución bancaria de tipo microfinanciero Visión Banco, que fuera patrocinador oficial del campeonato de Primera División de Paraguay y de la Selección Paraguaya de Fútbol. Instituyó el trofeo de acuerdo a su campaña publicitaria en el que sostiene que "Apuesta a los que quieren llegar lejos" y en el marco de ese contexto brindó su apoyo a la Albirroja. Sirvió también a modo de preparación y de partido de despedida ante el público de Paraguay. El amistoso fue presentado en las oficinas del Asociación Paraguaya de Fútbol  el 18 de marzo de 2010.   
También se realizó un partido preliminar de carácter solidario y benéfico a favor de Chile a consecuencias del Terremoto de Chile de 2010. Justamente para apoyar esta noble causa el encuentro en Paraguay no fue televisado.
Finalmente el encuentro terminó en empate, aunque la Copa fue adjudicada a la Asociación de Fútbol de Sudáfrica por ser el equipo que logró empatar en cotejo internacional, ya que estableció que en caso de empate, no habría penales, sino que se la llevaría directamente Sudáfrica También previa deducción de los gastos se le transfirió unos 20.000 dólares, monto similar al que quedó en las arcas de la APF

## Copa Visión Banco
| 31 de marzo de 2010, 19:30 | Paraguay                 | 1:1 (1:0) | Sudáfrica              | Estadio Defensores del Chaco, Asunción |                              |
|                            | Marcelo Estigarribia 37' |           | Siphiwe Tshabalala 72' | Árbitro(s): Paulo De Olivera           | Árbitro(s): Paulo De Olivera |
| [ 8 ] [ 9 ]                |                          |           |                        |                                        |                              |